# أمل الرومي
أمل الرومي وُلِدت في 22 من شهر آب عام 1992، وهي عدّاءة كويتية متخصّصة في سباقات المسافات المتوسطة. تُعدّ أوّل عدّاءة كويتية تشارك في سباق 800 متر للسيدات ضمن دورة الألعاب الأولمبية، وذلك في دورة عام 2024. وقد أحرزت أمل ميدالياتٍ متعدّدة في دورات الألعاب النسائية لدول الخليج، ودورات الألعاب الخليجية، وبطولات غرب آسيا، إلى جانب تحطيمها للأرقام القياسية الوطنية الكويتية في سباقات 1500 متر، و3000 متر، و5000 متر.

## المسيرة الرياضيّة
بدأت أمل الرومي ممارسة ألعاب القوى عام 2016، وانضمّت إلى المنتخب الوطني الكويتي عام 2018. وكانت تأمل في إحراز ميدالية خلال بطولة آسيا داخل الصالات لعام 2018، غير أنّ إصابتها بعدوى فيروسية (نوروفيروس) حالت دون مشاركتها في سباقي 800 متر و1500 متر.
أحرزت أوّل ميدالية لها عام 2019، في دورة الألعاب النسائية الخليجيّة التي استضافتها مدينة الكويت، حيث نالت المركز الثالث في سباق 1500 متر بزمن بلغ 4:51.95. وفي دورة الألعاب الخليجيّة المشتركة بين الرجال والنساء عام 2022، حصدت الرومي ميداليّة برونزيّة في سباق 1500 متر، وفضيّة في سباق 800 متر. كما شاركت في دورة ألعاب التضامن الإسلامي في العام ذاته، واحتلّت المركز الحادي عشر في نهائي سباق 1500 متر.
في عام 2023، احتلّت المركز الخامس في سباق 800 متر، والسابع في سباق 1500 متر، ضمن بطولة آسيا داخل الصالات. كما نالت ميداليّة برونزيّة في سباق 800 متر، والمركز الرابع في سباق 1500 متر خلال بطولة غرب آسيا لألعاب القوى. وأنهت موسمها بالمشاركة في دورة الألعاب الآسيوية، حيث جاءت في المركز الثالث عشر في سباق 1500 متر، ولم تتأهّل إلى نهائي 800 متر.
كادت أمل أن تنال أول ميدالية آسيوية لها في بطولة آسيا داخل الصالات عام 2024، إذ احتلّت المركز الرابع في سباق 800 متر. وفي المنافسات الخارجيّة، فازت بميدالية برونزية في سباق 800 متر، وفضيّة في 1500 متر خلال بطولة غرب آسيا لألعاب القوى للعام ذاته. وقبيل الأولمبياد، شاركت الرومي في معسكر تدريبي دولي في بلجيكا، وخاضت منافسات ضمن سلسلة "كأس فلاندرز".
في دورة الألعاب الأولمبية عام 2024، خاضت الرومي التصفيات التمهيديّة في أولى مجموعات سباق 800 متر، وحقّقت زمنًا قدره 2:11.35، محتلةً المركز الثامن دون تأهّل. وفي جولة الإعادة، سجّلت 2:12.13، واحتلّت أيضًا المركز الثامن، دون أن تبلغ نصف النهائي. وانتقدت الرومي ضعف التكييف وسوء جودة الطعام في الألعاب الأولمبية. في بطولة آسيا لألعاب القوى لعام 2025، احتلّت المركز الثالث عشر في سباق 1500 متر، ولم تتمكّن من بلوغ نهائي 800 متر.

## الحياة الشخصيّة
صرّحت أمل الرومي بأنها تعاني من درجاتٍ خفيفة من اضطراب فرط الحركة وتشتّت الانتباه. كما عبّرت عن استيائها من النظرة النمطيّة تجاه المرأة الرياضيّة في الكويت، حيث قالت إن بعض الرجال يرفضون التدريب معها بناءً على تصوّرات خاطئة مفادها أنّ النساء الكويتيّات مدلّلات أو غير قادرات على المنافسة الجديّة.